# キャンプ・ブラズ
キャンプ・ブラズ（英語: Marine Corps Base Camp Blaz）は、アメリカ合衆国グアムのデデドに位置するアメリカ海兵隊の基地である。
「再編の実施のための日米ロードマップ」および日米安全保障協議委員会（2プラス2）において、日本の沖縄県に駐留するアメリカ海兵隊約4,000人が2024年から移転する予定となっている。

## 概要
日本に駐留する在日米軍の再編について、2006年5月1日に「再編の実施のための日米ロードマップ」が示され、沖縄県に所在する第3海兵遠征軍の司令部等を2014年までにグアムへ移転することとされた。移転に関する施設およびインフラ整備費の算定額102億7,000万米ドル（2008米会計年度）のうち、日本が60億9,000万米ドル、アメリカ合衆国が41億8,000万米ドルを負担することで合意に至り、2009年2月17日に「第3海兵機動展開部隊の要員及びその家族の沖縄からグアムへの移転の実施に関する日本国政府とアメリカ合衆国政府との間の協定」（グアム協定）に署名した。
2011年12月、アメリカ合衆国議会は国防授権法を修正議決してグアム移転関連予算を全面凍結した。2012年4月27日の2プラス2でグアムへ移転する部隊構成と人数の見直しが行われ、アメリカ合衆国政府による暫定的な移転費用の見積もりが86億米ドル（2012米会計年度）とされた。また、日本の財政的コミットメントは28億米ドル（2008米会計年度）を限度とする真水での資金提供となること、他の形態での財政支援は利用しないことなどが再確認された。
2013年10月3日の2プラス2でアメリカ海兵隊のグアムへの移転が2020年代前半になることが発表され、グアム協定改正議定書に署名した。また、2014年12月には2015会計年度の国防授権法が可決してグアム移転関連予算の凍結が解除された。 
グアムでは北部のデデドにあるフィネガヤン地区で主宿営地の整備が始まり、2020年10月1日にキャンプ・ブラズの名称で開設された。基地名は、チャモロ族出身の海兵隊員である、ヴィンセント・T・ブラズ准将にちなんで名付けられた。
2023年1月26日にグアム中部の太平洋戦争国立歴史公園で開設記念式典が行われ、作戦基地としての活動開始が発表された。基地施設の建設は続いており、数年以内の完成を予定している。